# 生物化学
生物化學（biochemistry）简称生化，是用化学、物理学和生物学的原理和方法，研究生物内物质的化学组成、结构和功能以及生命活动过程中各种化学变化过程及其与环境之间相互关系的学科。
“生物化学”不同于“化学生物学”，前者主要研究生物體中的化學进程，研究細胞内各组分，如蛋白質、糖類、脂類、核酸等生物大分子的结构和功能。相对而言，化學生物學则着重于利用化學合成中的方法来解答生物化学所发现的相关问题。虽然存在着大量不同的生物分子，但实际上有很多大的复合物分子（称为“聚合物”）是由相似的亚基（稱為“單體”）结合在一起形成的。每一类生物高分子都有自己的一套亚基类型。例如，蛋白質是由20种氨基酸所组成，而脱氧核糖核酸(DNA)由4种核苷酸构成。
当今，生物化学研究主要着重生物大分子的化学性质，特别着重于酶促反應的化学机理。在生物化学研究中，对細胞代謝和內分泌系統的研究进行得相当深入。生物化学的其他研究领域包括遺傳密碼（DNA和RNA）、 蛋白質生物合成、跨膜運輸以及细胞信號轉導。

## 历史

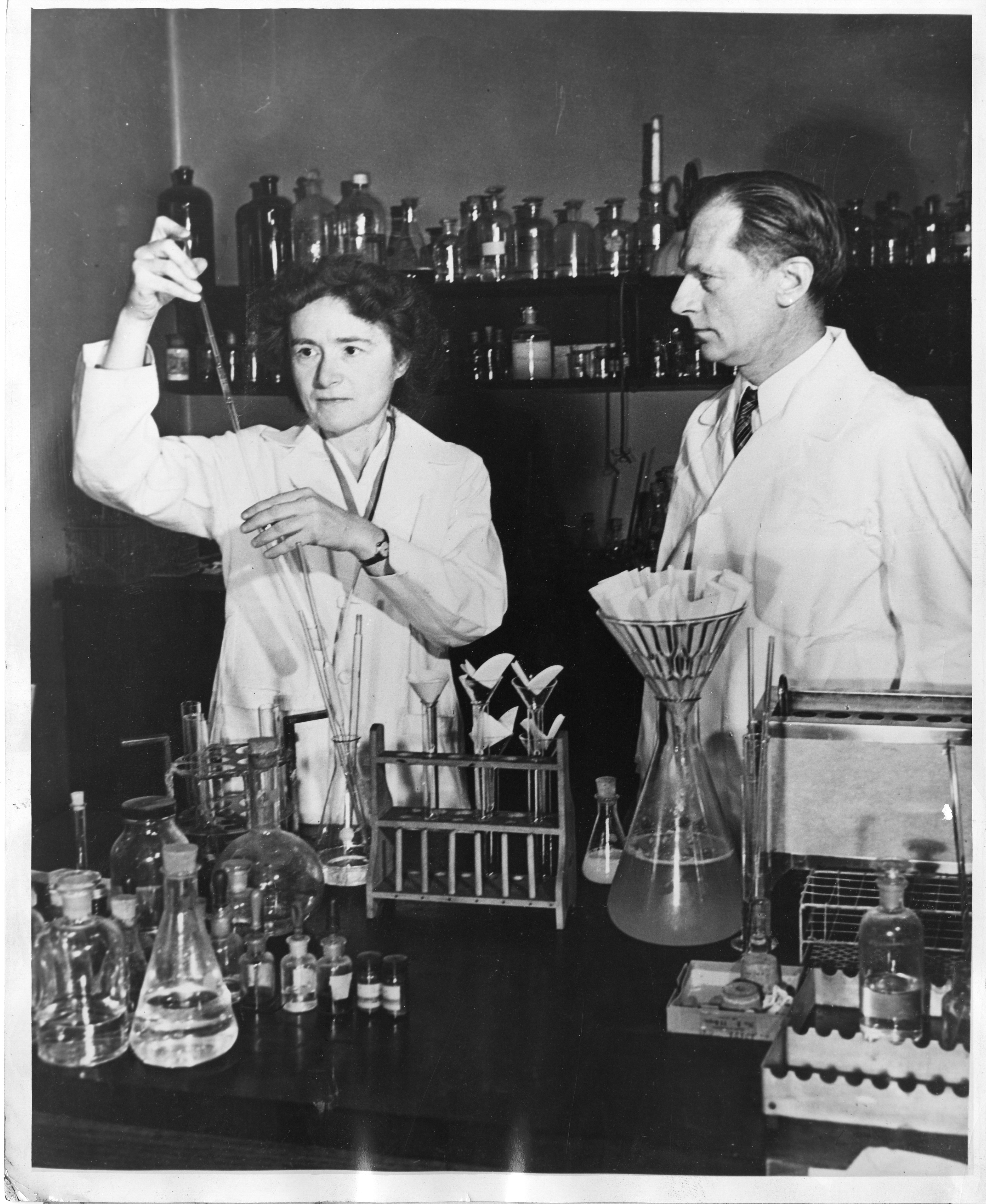
格蒂·科里与她的丈夫卡尔·斐迪南·科里在1947年共同获得诺贝尔生理学或医学奖，然而，不是为他们发现的科里循環，而是表彰他们发现了催化转化糖原的过程。

在尿素被人工合成之前，人们普遍认为非生命物质的科学法则不适用于生命体，并认为只有生命体能够产生构成生命体的分子（即有机分子）。直到1828年，化学家弗里德里希·维勒成功合成了尿素这一有机分子，证明了有机分子也可以被人工合成。
生物化学研究起始于1833年，安塞姆·佩恩发现了第一个酶，淀粉酶。1896年，爱德华·毕希纳阐释了一个复杂的生物化学进程：酵母细胞提取液中的乙醇发酵过程。“生物化学”（德语 Biochemie 从希腊语 biochēmeia）这一名词在1882年就已经有人使用；但直到1903年，当德国化学家卡尔·纽伯格使用后，“生物化学”这一词汇才被广泛接受。随后生物化学不断发展，特别是从20世纪中叶以来，随着各种新技术的出现，例如色谱、X射线晶体学、核磁共振、放射性同位素标记、电子显微学以及分子动力学模拟，生物化学有了极大的发展。这些技术使得研究许多生物分子结构和细胞代谢途径，如糖酵解和三羧酸循环成为可能。
另一个生物化学史上具有重要意义的历史事件是发现基因和它在细胞中的传递遗传信息的作用；在生物化学中，与之相关的部分又常常被称为分子生物学。1950年代，詹姆斯·沃森、佛朗西斯·克里克、羅莎琳·富蘭克林和莫里斯·威爾金斯共同参与解析了DNA双螺旋结构，并提出DNA与遗传信息传递之间的关系。到了1958年，乔治·韦尔斯·比德尔和爱德华·劳里·塔特姆因为发现“一个基因产生一个酶”而获得该年度诺贝尔生理学和医学奖。1988年，科林·皮奇福克成为第一个以DNA指紋分析结果作为证据而被判刑的谋杀犯，DNA技术使得法医学得到了进一步发展。2006年，安德鲁·法厄和克雷格·梅洛因为发现RNA干扰现象对基因表达的沉默作用而获得诺贝尔奖。
生物化学的三个主要分支：普通生物化学研究包括动植物中普遍存在的生化现象；植物生物化学主要研究自养生物和其他植物的特定生化过程；而人类或医药生物化学则关注人类和人类疾病相关的生化性质。

### 生物化学史上的里程碑

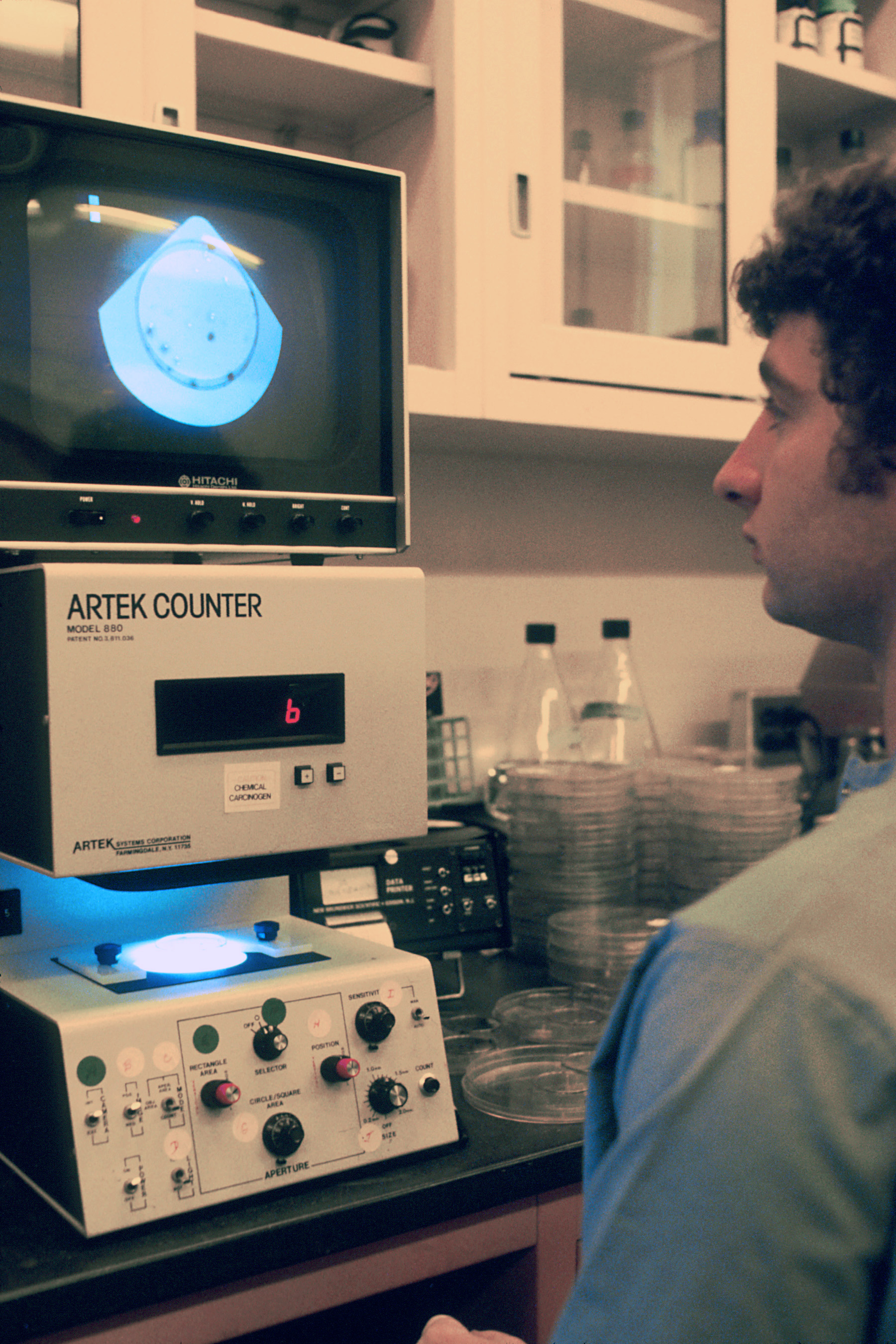
細菌檢驗實驗室

- 1828年，弗里德里希·维勒从无机化合物氰化铵合成有机化合物尿素
- 1833年，安塞姆·佩恩发现第一个酶——淀粉酶
- 1865年，孟德尔的豌豆杂交实验和遗传定律，即现在的分离定律与自由组合定律。
- 1869年，弗雷德里希·米歇爾发现遗传物质核素
- 1877年，霍佩·赛勒首次提出名词Biochemie，即英语中的Biochemistry
- 1896年，爱德华·毕希纳发现无细胞发酵
- 1912年，弗雷德里克·霍普金斯发现食物辅助因子——维生素
- 1926年，奧圖·瓦伯格发现呼吸作用关键酶——细胞色素氧化酶
- 1929年，古斯塔夫·恩伯登、奧托·邁爾霍夫和Jakub Parnas（英语：Jakub Parnas）闡明糖酵解作用机理
- 1932年，汉斯·阿道夫·克雷布斯闡明柠檬酸循环
- 1944年，奥斯瓦尔德·埃弗里，麦克林恩·麦克劳德（英语：Maclyn McCarty），科林·麦卡蒂（英语：Colin Munro MacLeod）三人著名的肺炎球菌实验证明DNA是细胞遗传信息的基本物质
- 1953年，詹姆斯·沃森和佛朗西斯·克里克等人闡明DNA三维结构
- 2006年，安德鲁·法厄和克雷格·梅洛获得了2006年诺贝尔奖，用于发现RNA干扰（RNAi）在基因表現沉默中的作用[7]。

## 醣类
醣类的作用包括能量储存和参与形成细胞中多种结构；糖也可以作为一种修饰方式连接到其他生物分子上，如连接到蛋白质上形成糖蛋白。醣类是种类最丰富的生物分子，主要是因为连接方式的多样性。蔗糖是日常生活中最常见的糖类。糖类的生物化学研究内容主要包括糖在生物体内的组成和结构、代谢（糖酵解、糖异生）、运输、储存、合成以及与这些进程相关的调控。

### 单醣
单醣是最简单的糖类，它由碳、氢和氧构成，通常比例为1:2:1（即可以用分子式CnH2nOn来表示，其中3≤n≤7）。葡萄糖是最重要的一种单醣，其他常见的单醣还有果糖（水果中的甜味来源）。与单醣相比，一些醣类（特别是在缩合成为寡聚或多聚糖链后）的碳含量比相对降低，而氢和氧依然保持着2:1的比例。单醣可以被分为醛糖（在链末端含有一个醛基，葡萄糖是这一类的代表）和酮糖（含有一个酮基，果糖是这一类的代表）。醛糖和酮糖都在链状和环状两种形式之间保持平衡。这是由于糖链上的羟基可以与醛基或酮基作用形成半缩醛共价连接，构成环状结构。这就产生了五元环（呋喃糖）和六元环（吡喃糖）。单醣具有α和β两种异构体。

### 雙糖
两个单糖分子可以通过缩合反应脱去一分子水（故又称为“脱水反应”），通过醚键（在糖类中被称为糖苷键）结合在一起形成雙糖。逆反应也可以发生，用一分子水打开醚键，将雙糖分为两个单糖分子，这一反应又被称为“水解反应”（可以被糖苷酶所催化）。最为人所知的雙糖是蔗糖，是主要的食用糖类。蔗糖是由一分子葡萄糖和一分子果糖结合在一起形成的。另一个重要的雙糖是乳糖，它是由一分子葡萄糖和一分子半乳糖生成的。人体不能产生足够分解乳糖的乳糖酶（能够催化乳糖分解为葡萄糖和半乳糖）就会导致乳糖不耐症或乳糖消化不良。麦芽糖也是一种常见的雙糖。 
每一类单糖都具有还原末端（可以形成半缩醛的羟基）和非还原末端（不可以形成半缩醛的羟基）。如果还原末端被加上另一个糖分子，即还原末端与这个糖分子的一个羟基缩合，成为缩醛；这就使得单糖无法再形成链状的醛糖或酮糖，并且这一端变为非还原末端。乳糖在其葡萄糖部分含有一个还原末端，而在其半乳糖部分则包含一个缩醛（与葡萄糖部分C4位上的羟基缩合而成）。蔗糖没有还原末端，因为其缩醛是由葡萄糖和果糖的两个还原末端缩合而成，而不像乳糖是一个还原末端和一个非还原末端缩合而成。书写糖链时是从非还原末端向还原末端，因此糖链也是有方向性或极性的。

### 寡聚糖和多聚糖

纤维素是由β-D-葡萄糖所形成的多聚糖。

一些（3到6个）单糖分子结合在一起就可以形成寡聚糖。寡聚糖常常被用作细胞表面标记或信号分子。
大量的单糖连接在一起就可以形成多聚糖。多聚糖可以是线性单链，也可以具有分叉。最常见的多聚糖是糖原、淀粉和纤维素，它们都是由许多的葡萄糖单体连接构成。 
- 糖原（肝醣），动物性糖类，是人类和其他动物的能量储存分子；
- 淀粉，植物中储存能量的糖类；
- 纤维素，由植物合成，是植物细胞壁的结构性成分，不能为人体所消化。

### 利用糖类作为能量来源
葡萄糖是生命体最主要的能量来源。例如，作为能量储存的多聚糖（如糖原和淀粉）和一些二糖（如蔗糖和乳糖）都以葡萄糖为主要组分。

## 氨基酸和多肽

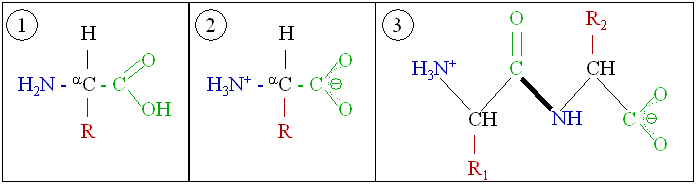
氨基酸在〈1〉中性条件，〈2〉生理条件，和〈3〉形成二肽时的结构图。

氨基酸是形成蛋白质的基本元件。每一种氨基酸都含有氨基端（-NH2）和羧基端（-COOH），属于两性（可既带正电又带负电，即带有酸性又带有碱性）分子；其碳α原子上连接着侧链，而氨基端、羧基端和碳α原子则被称为主链（在蛋白质和多肽中）。氨基酸的特点主要由其侧链的化学性质的不同来表现。根据侧链化学性质的不同，氨基酸可以被分为带电氨基酸（如精氨酸、谷氨酸）、极性氨基酸（如丝氨酸）、非极性氨基酸（如苯丙氨酸）等。
除了形成蛋白质，一些氨基酸自身或修饰后的形式就具有一定的生物学功能，如谷氨酸是一种重要的神经递质。
氨基酸之间是通过脱水反应所形成的肽键来互相连接。一定数量（一般大于3小于30）的通过肽键线性连接在一起的氨基酸被称为多肽（更长的多肽链就被称为蛋白质）。一些多肽在生物体内可以作为信号分子。

## 蛋白质

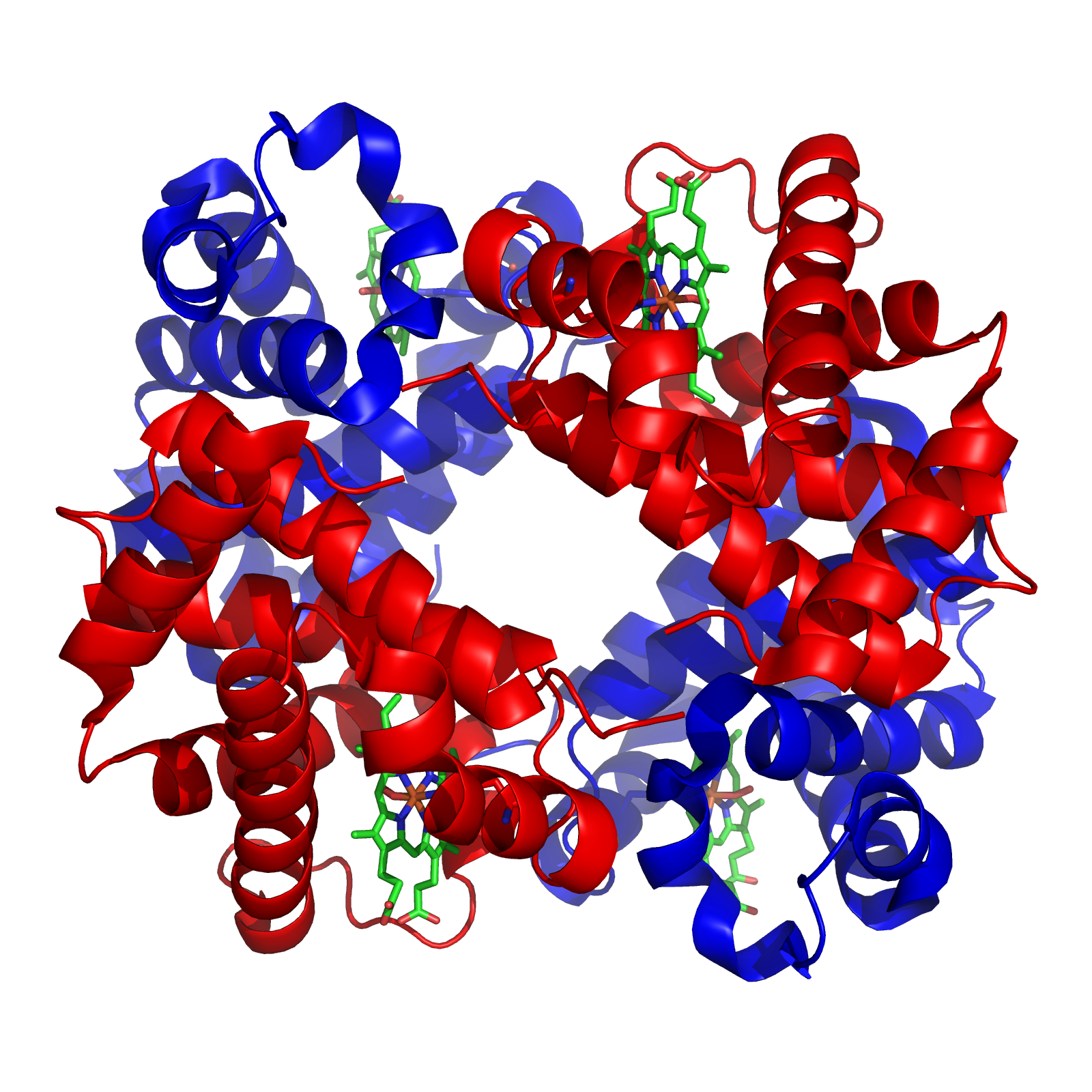
血红蛋白结构图。红色和蓝色的飘带表示二聚体中的两个单体，绿色结构为血红素基团。

蛋白质是由氨基酸分子呈线性排列所形成，相邻氨基酸残基通过形成肽键连接在一起。
与其他生物分子相比，蛋白质的功能更为多样，涵盖了细胞生命活动的各个方面。例如，最常见的蛋白质──酶，可以催化细胞内大多数的化学反应，特别是代谢方面的反应，可以将反应的速度提高最多达1017倍；一些蛋白质可以发挥结构性作用，如肌球蛋白和肌动蛋白可以构成骨骼肌；免疫球蛋白可以参与机体的免疫反应；细胞信号传导和细胞周期控制也都是由一系列蛋白质来控制。
蛋白质最大的特点之一是可以特异性地与其他各类分子，包括蛋白质分子结合；例如，酶与底物的结合，抗体与抗原的结合。实际上，酶联免疫吸附法（ELISA）就是利用抗体来检测大量不同的生物分子，因此具有极高的敏感性。而酶与底物结合的特异性和催化的高效性，使得它经常被改造以用于控制细胞的生化反应。
蛋白质的结构具有四个层次：一级结构用于描述组成蛋白质多肽链的线性氨基酸序列；二级结构是依靠不同氨基酸之间的C=O和N-H基团间的氢键形成的稳定结构，如α螺旋和β折叠；三级结构为通过多个二级结构元素在三维空间的排列所形成的一个蛋白质分子的三维结构，是单个蛋白质分子的整体形状，常常可以用“折叠”一词来表示“三级结构”；四级结构则用于描述由不同多肽链（亚基）间相互作用形成具有功能的蛋白质复合物分子的形态。
蛋白质的生物化学研究内容广泛，包括蛋白质的结构、合成、降解、信号转导、酶促反应等等。

## 脂类

甘油三酯的分子结构，左方的一个甘油分子连接着三个脂肪酸分子

脂类包含了种类繁多的分子，它们的共同特点是具有非水溶性或非极性成分，包括蜡、磷脂（细胞膜的主要成分）、鞘脂、糖脂和萜类化合物（如类视色素和类固醇）。一些脂类是线性脂肪族分子，而其他则具有环状结构，如芳香族分子。一些脂类分子为刚性分子，而另一些则具有较大柔性。
虽然整体来说，脂类分子是非极性的，但大多数脂类分子都含有部分极性特征。一般情况是这些分子结构的主体是非极性或疏水性，这一部分就不能与水之类的极性溶剂作用；而它们结构中的另一部分为极性或亲水性，可以与水等极性溶剂作用。这就使得脂类成为同时具有疏水性和亲水性的两性分子，这一特点也是磷脂能够形成双分子层细胞膜的原因。在胆固醇中，极性基团只是一个羟基；而磷脂分子则有更大和极性更高的极性基团。
脂类也是人们日常饮食中不可缺少的一部分。大多数的食用油和奶制品中都含有丰富的脂肪，植物油中就含有多种多不饱和脂肪酸。食物中的脂肪和脂类在人体中被消化降解为脂肪酸和甘油。
脂类的生物化学研究内容包括它们的结构、定量方法、代谢、能量储存以及在细胞中的运输等。

## 核酸
核酸是一种由核苷酸构成的复杂的高分子量生物大分子，用于生物体遗传信息的保存和传递，之所以被称为核酸是因为其主要存在于细胞核中。最普遍的核酸是脱氧核糖核酸（DNA）和核糖核酸（RNA）。核酸存在于目前所有已发现的活细胞和病毒中。除了作为细胞的遗传物质，核酸也有其他多种生物学功能，如发挥第二信使的作用，为三磷酸腺苷（生物体中最基本的能量携带分子）的合成提供磷酸基团，参与形成辅酶，有些RNA分子（核酶）还可以发挥催化作用。
构成核酸的单体核苷酸本身是由三个部分组成：一个氮杂环碱基（嘌呤或嘧啶），一个戊糖和一个磷酸基团。不同类型的核酸具有不同的糖结构，如DNA含有的是2-脱氧核糖。此外，碱基类型在不同的核酸中也有所不同，DNA和RNA都含有腺苷酸、鸟苷酸和胞嘧啶，而胸腺嘧啶只存在于DNA中，尿嘧啶只存在于RNA中。
核酸的生物化学研究内容包括核酸结构，DNA的复制、修复和转录，基因调控，以及RNA的翻译。

## 同其他“分子尺度”生物科学的关系
生物化学的研究者们不仅应用生物化学特有的技术，而且越来越多地从遗传学、分子生物学和生物物理学的技术和思路中获得启迪，综合利用。因此，这些学科间越来越多地相互融合，不再有明确的分界线。而生物化学和分子生物学更是基本上相互结合在了一起。下图抽象地展示了对相关领域之间的相互关系一种可能的阐释：
- 生物化学主要研究化学物质在生物体关键的生命进程中的作用。生物化学家主要关注生物分子的作用，功能和结构。生物过程背后的化学和生物活性分子的合成的研究是生物化学的例子。
- 遗传学主要研究生物体间遗传差异的影响。这些影响常常可以通过研究正常遗传组分（如基因）的缺失来推断，如研究缺少了一个或多个正常功能性遗传组分的突变型与正常表现型（又称为“野生型”）之间的关系。遗传相互作用（如异位显性）经常会使像基因敲除这类研究的结果难以解释。
- 分子生物学主要研究遗传物质的复制、转录和翻译进程中的分子基础。分子生物学的中心法则认为“DNA制造RNA，RNA制造蛋白质，蛋白质反过来协助前两项流程，并协助DNA自我复制”；虽然这一描述对分子生物学所涵盖的内容过于简单化（特别是RNA的新功能仍在不断发现中），但仍不失为了解这一领域的很好的起点。
- 化学生物学则注重于发展新的基于小分子的工具，从而在只对生物学系统引入微小的干扰的情况下，对它们所发挥的功能提供更具体的信息。而且，化学生物学还利用生物学系统合成由生物分子和合成装置组成的非天然杂合物，例如利用空的病毒颗粒衣壳来进行递送治疗和藥品分子。

## 延伸阅读
- （英文）Campbell, Mary K.; Farrell, Shawn O. . Thomson Brooks. 2006. ISBN 978-0-534-40521-2.
- （英文）Kuchel, Philip W. . McGraw-Hill Professional. 1997. ISBN 978-0-07-036149-2.
- （中文）王希成. . 清华大学出版社. 2005年. ISBN 7302117489.
- （英文）Hunter, Graeme K. . San Diego: Academic Press. 2000. ISBN 0-12-361810-X.
- （英文）Proceedings of National academy of Science of the United States of America （页面存档备份，存于）, ISSN 1091-6490 (electronic)